# Monument à l'ataman Platov
Le monument à l’ataman Platov est une sculpture à la mémoire de l’ataman cosaque Matveï Ivanovitch Platov, héros des guerres napoléoniennes, à Novotcherkassk (Russie).

## Historique
À l'issue d'une souscription le monument est érigé le 9 mai 1853 à l’occasion du centenaire de la naissance de l’ataman Platov, fondateur de la ville de Novotcherkassk. Il s'agit de la première sculpture monumentale de la ville. L’inauguration a été immortalisée par le peintre suédois Carl Peter Mazer.
Après la révolution russe le décret du 12 avril 1918 relatif à l’éradication des monuments à la gloire des tsars et de leurs serviteurs entraîna le démontage du monument en 1923. La statue est alors remise dans le musée des cosaques du Don. En 1925 un monument à la gloire de Lénine occupe le piédestal du monument à Platov. En 1933 le monument à l’ataman est détruit et refondu.
Le 13 mars 1988 la reconstitution du monument est autorisé par le soviet des ministres de la R.S.F.S.R.. Le sculpteur Alexandre Tarassenko recrée la sculpture en s’approchant autant que possible du modèle historique.
En 1993 la seconde inauguration du monument, sur le piédestal historique, se déroule à Novotcherkassk. À la différence du monument initial il manque la chaîne, coulée des boulets pris aux Français, entourant la statue.

## Description
Le projet est l’œuvre du sculpteur Peter Clodt von Jürgensburg et de l’architecte A.I. Ivanov et représente l’ataman en uniforme. Le monument est situé en centre-ville devant le palais de l’ataman.